# Нача (Вороновский район)
Нача (бел. Нача) — деревня в Дотишском сельсовете Вороновского района Гродненской области Беларуси. Население 453 человека (2009).

## География
Деревня расположена в 10 км к северо-западу от городского посёлка Радунь, стоит практически на границе с Литвой, но пункта перехода границы в деревне нет. Нача находится в приграничной зоне Республики Беларусь. Деревня соединена местной дорогой с Радунью.

## История
В письменных источниках Нача впервые упоминается в 1517 году как владение рода Костевичей. В 1529 году здесь был основан католический приход, в то же время владелец поместья Януш Костевич возвёл деревянный костёл.
Согласно административно-территориальной реформе середины XVI века поселение вошло в состав Лидского повета Виленского воеводства. Позднее Начей владели Кишки и Радзивиллы. По ревизии 1631 года здесь существовало татарское поселение, впоследствии исчезнувшее.
В результате третьего раздела Речи Посполитой (1795) Нача оказалась в составе Российской империи, где принадлежала Лидскому уезду. В 1880-е в здесь было 16 дворов, действовал костёл, три трактира, магазин, рынок.
В феврале 1863 года в деревне Нача формировался повстанческий отряд Людвика Нарбута. Его отец, Теодор Нарбут, известный историк, этнограф и инженер похоронен в Наче на кладбище возле католической церкви (могила сохранилась).
Вблизи деревни находятся могильники бронзового и железного веков и каменные могилы XII—XIV веков. При их обследовании в 1903 году местным уроженцем, археологом Вандалином Шукевичем найдены железные ножи, каменные топоры, бронзовые браслеты, шейные гривны. В 1919 году Шукевич скончался в родной деревне и был похоронен в родовой усыпальнице (сохранилась).
В 1910—1922 годах с перерывами шло возведение нового каменного неоготического костёла Вознесения Девы Марии вместо старого деревянного храма.
По Московскому договору(1920 год) Нача была признана Литовской республике,но после Мятежа Желиговского попала в состав межвоенной Польской Республики, где стала принадлежать Лидскому повету Новогрудского воеводства.
С 1939 года в составе БССР, с 1940 года — центр сельсовета Радунского, а с 1962 года Вороновского района. Во время Великой Отечественной войны находилась под немецкой оккупацией.
В 1998 году здесь было 445 жителей и 173 двора. В 2009 году — 453 жителя.

## Инфраструктура
В Нача работают средняя школа, детский сад, больница, фельдшерско-акушерский пункт, дом культуры, библиотека, почта.

## Культура
- Историко-краеведческий музей имени Теодора Нарбута

## Достопримечательности
- Костёл Вознесения Девы Марии, памятник неоготики (1910—1927 года)
- Усыпальница Шукевичей с могилой Вандалина Шукевича (2-я пол. XIX в)
- Могила Теодора Нарбута
- Мемориальный камень участникам восстания 1863-64 гг.

#### Утраченные достопримечательности
- Костёл (XVIII в.)
- Корчма (XIX в.)

## Галерея

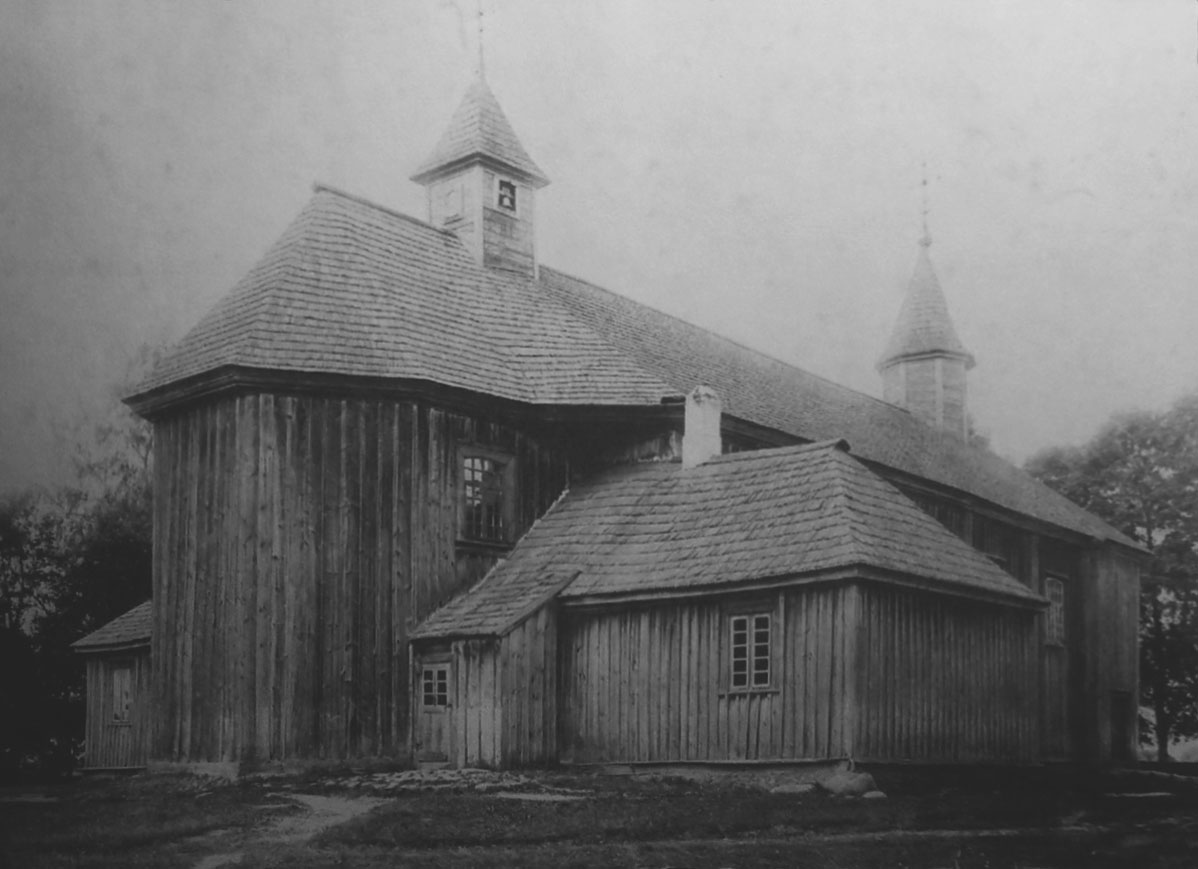
Старый католический храм (не сохр.). Фото начала XX века
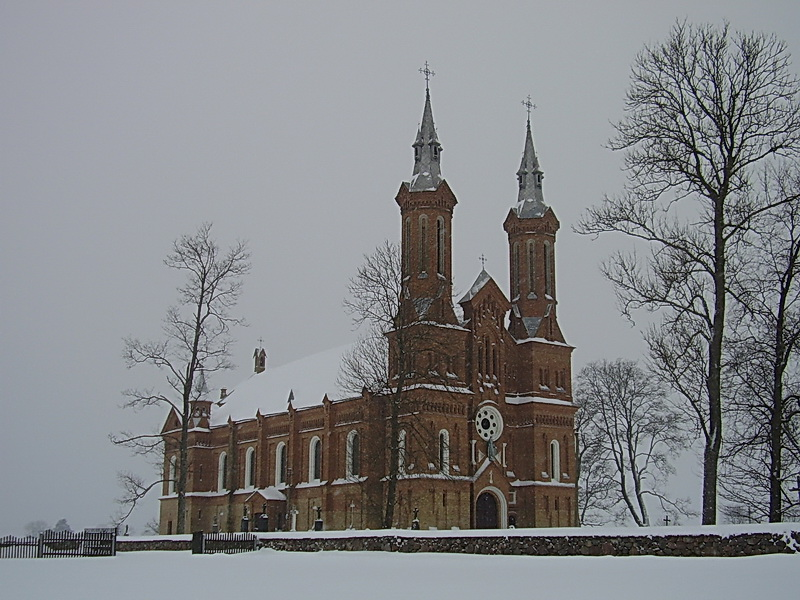
Католический храм Вознесения Девы Марии
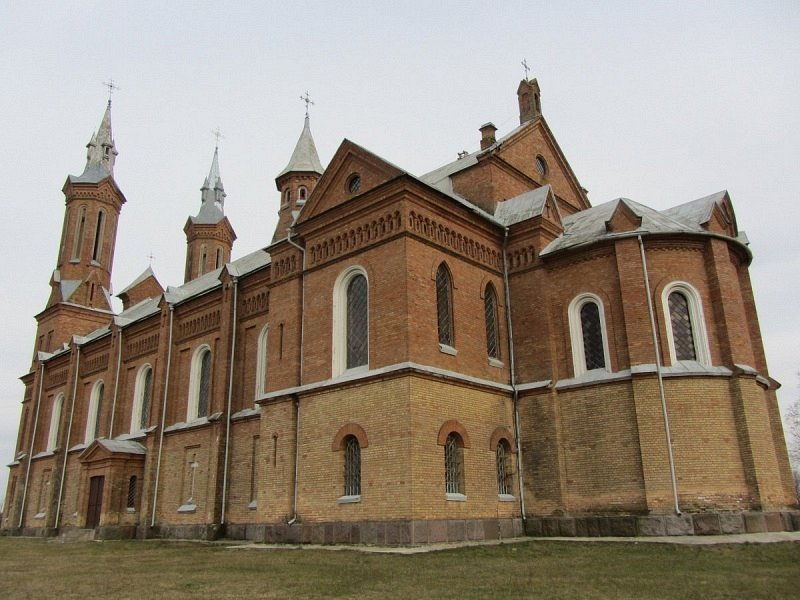
Католический храм Вознесения Девы Марии (вид с боку)